# 佩德拉莫利
10°37′01″S 37°41′13″W / 10.61694°S 37.68694°W
佩德拉莫利（葡萄牙語：Pedra Mole），是巴西的城鎮，位於該國東北部，由塞爾希培州負責管轄，始建於1963年11月21日，面積81平方公里，海拔高度192米，2013年人口3,141，人口密度每平方公里38.49人。